# ألفونس ألزامورا
ألفونس ألزامورا  (بالإسبانية: Alfons Alzamora)‏ مواليد 20 مايو 1979، هو لاعب كرة سلة إسباني بدأ مسيرته الاحترافية في سنة 1999. يبلغ طوله 6 قدم 9 بوصة (2.1 م).

## الميداليات
| الميدالية | المسابقة                        |
| --------- | ------------------------------- |
| ذهبية     | ألعاب البحر الأبيض المتوسط 2001 |
| برونزية   | ألعاب البحر الأبيض المتوسط 2005 |

## روابط خارجية
- ألفونس ألزامورا على موقع الاتحاد الدولي لكرة السلة (الإنجليزية)
- ألفونس ألزامورا على موقع الدوري الإسباني لكرة السلة (الإسبانية)
- ألفونس ألزامورا على موقع كرة السلة الأوروبية.كوم (الإنجليزية)
- ألفونس ألزامورا على موقع ريلجم (الإنجليزية)
- ألفونس ألزامورا على موقع بروبوليرز (الإنجليزية)
- ألفونس ألزامورا على موقع سبورتس رفرنس (الإنجليزية)